# Eparchie kinělská
Eparchie Kiněl je eparchie ruské pravoslavné církve nacházející se v Rusku.

## Území a titul biskupa
Zahrnuje správní hranice území městského okruhu Kiněl a Čapajevsk, také Alexejevského, Bezenčukského, Bogatovského, Bolšeglušického, Bolšečernigovského, Kinělského, Krasnoarmejského, Něftěgorského, Pestravského, Privolžského a Chvorosťanského rajónu Samarské oblasti.
Eparchiálnímu biskupovi náleží titul biskup kinělský a bezenčukský.

## Historie
Eparchie byla zřízena rozhodnutím Svatého synodu dne  15. března 2012 oddělením území ze samarské eparchie. Stala se součástí nově vzniklé samarské metropole.
Prvním eparchiálním biskupem se stal igumen Sofronij (Balandin).

## Seznam biskupů
- 2012–2012 Sergij (Poletkin), dočasný administrátor
- od 2012 Sofronij (Balandin)